# 雨鱒の川
『雨鱒の川』（あめますのかわ）は、川上健一による日本の小説。1990年刊。2004年に磯村一路監督で映画化された。

## 概要
雄大な北海道を舞台に「初恋」「故郷」「母親の愛」を描いた作品。
絵を描くことが大好きな少年と、彼とだけは言葉がなくても心を通わせことができる耳の聞こえない少女。不器用だが実直に生きようとする2人に、さまざまな人間模様が交錯し、豊かな自然が広がる北海道を舞台に2人の初恋のゆくえが描かれる。

## 映画
2004年11月13日に劇場公開された。極一部を除き、ほとんどを北海道ロケで撮影された。
ヴァイオリニスト・ミュージシャンの葉加瀬太郎が、この作品で初の映画音楽に挑んでいる。

### キャスト
- 加藤心平 - 玉木宏：絵と雨鱒が好き。
  - 幼少期 - 須賀健太
- 高倉小百合 - 綾瀬はるか：心平の幼なじみ。耳が聞こえず口も聞き難いが、心平とだけはコミュニケーションがとれる。
  - 幼少期 - 志田未来
- 川嶋英蔵 - 松岡俊介：小さい頃から、小百合に思いを寄せる。
- 井上美香 - 伊藤歩：心平の小学校の同級生。東京の画廊に勤める。
- 佐々木先生 ‐ マギー：心平たちの小学校時代の担任。
- 高倉松子 - 星由里子：士郎の母。昔、秀二郎とつながりがあった。
- 田崎秀二郎 - 柄本明：幻の魚「イトウ」を追う世捨て人。
- 小百合の母 ‐ 宮田早苗
- 高倉士郎 - 阿部寛：小百合の父。高倉酒造社長。登山で沙月の夫に助けられるが、それが原因で沙月の夫は死亡している。
- 吉沢社長 ‐ ベンガル
- 加藤沙月 - 中谷美紀：心平の母。夫に先立たれ、一人で残された畑を守っている。
- 本田大輔、永倉大輔、小形雄二、神戸浩、坂田記

### スタッフ
- 原作：川上健一「雨鱒の川」（集英社刊）
- 監督：磯村一路
- 脚本：小林弘利、ぜんとうひろよ、安堵麗、磯村一路
- 音楽プロデュース：葉加瀬太郎
- 音楽：H.GARDEN、日下義昭、三宅大輔、村上博美
- 製作総指揮：三宅澄二、新藤次郎
- 製作者：細野義明、山崎泰博、浅香衣世
- プロデューサー：溝上潔、渡邉直子
- 撮影：喜久村徳章
- 編集：菊池純一
- 美術：金勝浩一
- VFX：白組、マリンポスト
- 現像：東京現像所
- スタジオ：日活撮影所
- 宣伝協力：集英社
- 協賛：全日本空輸
- ロケ協力：北海道ロケーションサービス、旭川市、北見市、栗山町、小清水町、占冠村、当別町、美瑛町、日高町、南富良野町、夕張市、穂別町、平取町、JR北海道、太平洋フェリー、ほか
- 製作委員会メンバー：ミコット・エンド・バサラ、近代映画協会、ロイズコンフェクト、SDP（スターダストピクチャーズ）、パラマウントホームエンタテインメントジャパン
- 配給：ミコット・エンド・バサラ